# Jvg.fi
jvg.fi è il secondo album del duo finlandese JVG, pubblicato il 30 maggio 2012, attraverso la Monsp Records. Il disco è entrato subito alla prima posizione della classifica degli album più venduti in Finlandia.

## Disco
Il 20 marzo 2012 la Monsp Records ha dichiarato che la band ha cambiato il proprio nome da "Jare & VilleGalle" alla sigla "JVG". Nella stessa notizia venne pure dichiarato che il secondo album del duo, jvg.fi, avrebbe visto la luce il 30 maggio 2012.
Il 28 marzo 2012 è stato inoltre pubblicato un video promozionale di una canzone contenuta nell'album, Ei sul riitä, sponsorizzato da Unibet. La Monsp Records ha anche pubblicato un secondo brano su Youtube, Karjala takaisin, il 16 aprile, brano che prevede la partecipazione di Freeman.

## Tracce
1. Kuohkeet vaahtoo
2. Töttöröö (feat. Ruudolf e Karri Koira)
3. Kyl sä tiiät (feat. Juno)
4. Lyijyy
5. Sun stiflat (feat. Heikki Kuula e Sini Sabotage)
6. Kran Turismo (feat. Raappana)
7. Teemu ja Jari
8. Karjala takaisin (feat. Freeman)
9. Skimbaa
10. Jobeissa (feat. Hätis)
11. Hesast Stadiin (feat. Super Janne e Paperi T)
12. Miesjuustot (feat. Heikki Kuula)
13. Soitellaan

## Classifica
| Classifica | Massima posizione |
| ---------- | ----------------- |
| Finlandia  | 1                 |